# Just the Way You Are (песня Бруно Марса)
«Just the Way You Are» — первый сольный сингл Бруно Марса с его дебютного студийного альбома Doo-Wops & Hooligans. Сингл вышел 20 июля 2010 года в США и 19 сентября в Великобритании. Авторами песни стали Бруно Марс, The Smeezingtons, Халил Уолтон и Needlz. Видеоклип, режиссёром которого стал Итан Лейдер, с участием актрисы Натали Келли появился 8 сентября 2010 года. Песня получила номинацию на «Грэмми» 2011 года в категории Лучшее мужское вокальное поп-исполнение.

## Информация о песне
В интервью для 4music Бруно Марс признался, что работа над «Just the Way You Are» занимала несколько месяцев, и что он не думал «ни о чём таком глубоком и поэтическом, а просто рассказывал историю». «Я большой любитель таких песен как «You Are So Beautiful» Джо Кокера и «Wonderful Tonight» Эрика Клэптона — песен, идущих прямо в цель. Знаете, в них нет потрясающей лирики или сюжетных поворотов — они идут прямо от сердца. Для меня „Just The Way You Are“ — одна из таких песен. В ней нет ничего особо поражающего ум. Я просто говорю женщине, что она красива такая, как она ЕСТЬ, и, давайте быть честными, какая женщина не захочет услышать такие слова?!» — добавил певец.
Продюсер Марса, Аарон Бэй-Шак заявил в одном из интервью, что после окончания работы над «Just the Way You Are» они уже поняли, какая песня станет первым синглом с альбома:
«У неё сильный припев, моментально запоминающаяся мелодия и текст… она не была похожа ни на что из того, что можно услышать по радио. У неё было всё, что мы могли бы пожелать для первого сингла Бруно».

## Отзывы критиков
Песня получила, в основном, положительные отзывы музыкальных критиков. Digital Spy поставил её 4 балла из 5 и сравнил с балладой «Empire State of Mind», исполненной Jay-Z и Алишей Киз. В рецензии журнала Billboard отмечена направленность на женскую аудиторию и её благоприятное восприятие. Contactmusic.com опубликовал наименее благоприятный отзыв, написав, что песня не обладает ничем особенным и запоминающимся.

## Позиции в чартах
Песня возглавила Billboard Hot 100 2 октября 2010 года. 26 сентября и 24 октября она поднялась на 1 место британского чарта синглов from sales of 116,000. Также она возглавила австралийский хит-парад и получила в стране статус четырежды Платинового сингла.
| Чарт (2010)                                 | Лучший результат |
| ------------------------------------------- | ---------------- |
| Австралия (ARIA)                            | 1                |
| Австрия (Ö3 Austria Top 40)                 | 1                |
| Бельгия/Фландрия (Ultratop 50)              | 4                |
| Бельгия/Валлония (Ultratop 50)              | 17               |
| Канада (Billboard Canadian Hot 100)         | 1                |
| Чехия (Rádio Top 100)                       | 19               |
| Дания (Tracklisten)                         | 6                |
| Европа (Billboard European Hot 100 Singles) | 2                |
| SNEP Download Chart                         | 12               |
| German Downloads Chart                      | 1                |
| German Singles Chart                        | 2                |
| Венгрия (Rádiós Top 40)                     | 2                |
| Ирландия (IRMA)                             | 1                |
| Италия (FIMI)                               | 5                |
| Япония (Billboard Japan Hot 100)            | 14               |
| Нидерланды (Dutch Top 40)                   | 1                |
| Новая Зеландия (Recorded Music NZ)          | 1                |
| Норвегия (VG-lista)                         | 4                |
| ZPAV                                        | 2                |
| Romanian Top 100                            | 7                |
| Словакия (Rádio Top 100)                    | 9                |
| Испания (PROMUSICAE)                        | 18               |
| Швеция (Sverigetopplistan)                  | 2                |
| Швейцария (Schweizer Hitparade)             | 3                |
| Великобритания (UK Singles Chart)           | 1                |
| Venezuela Record Report                     | 18               |
| Latin Pop Airplay                           | 37               |
| Adult Contemporary (Billboard)              | 1                |
| Adult Top 40 (Billboard)                    | 1                |
| США (Billboard Hot 100)                     | 1                |
| Pop Songs (Billboard)                       | 1                |

| Чарт (2010)                              | Позиция |
| ---------------------------------------- | ------- |
| Australian Singles Chart                 | 8       |
| Austrian Singles Chart                   | 53      |
| European Hot 100 Singles                 | 59      |
| Italian Singles Chart                    | 77      |
| Irish Singles (IRMA)                     | 6       |
| Japanese Top 100                         | 95      |
| Canadian Hot 100                         | 25      |
| German Singles Chart                     | 32      |
| Hungarian Airplay Chart                  | 49      |
| Dutch Top 40                             | 19      |
| Romanian Top 100                         | 89      |
| Swiss Singles Chart                      | 64      |
| UK Singles (The Official Charts Company) | 3       |
| Billboard Hot 100                        | 18      |

| Страна         | Статус        |
| -------------- | ------------- |
| Австралия      | 4× Платиновый |
| Австрия        | Золотой       |
| Бельгия        | Золотойld     |
| Канада         | 3× Платиновый |
| Дания          | Платиновый    |
| Германия       | Платиновый    |
| Италия         | Золотой       |
| Новая Зеландия | 2× Платиновый |
| Великобритания | Платиновый    |
| США            | 4× Платиновый |